# Apoštolský exarchát Istanbul
Apoštolský exarchát Istanbul je exarchát Řecké řeckokatolické církve, nacházející se v Turecku.

## Území
Exarchát zahruje všechny věřící byzantského ritu nacházející se v Turecku.
Má jen jednu farnost. K roku 2013 měla 20 věřících.

## Historie
Dne 11. června 1911 byl založen apoštolský exarchát Turecka v Evropě a zahrnoval všechno území Turecka v Evropě. Dne 11. června 1932 dal část území ke vzniku apoštolského exarchátu v Řecku. Roku 1936 získal současné jméno.
Od roku 1957 je sídlo bez exarchy. Poslední kněz řeckého byzantského ritu v Turecku zemřel roku 1997. Exarchát byl svěřen pod administraci apoštolského vikáře latinského ritu Istanbulu.

## Seznam biskupů
- Isaias Papadopoulos (1911–?)
- George Calavassy (1920–1932)
- Dionisio Leonida Varouhas (1932–1957)
  - Sede vacante